# Rudolf Svedberg
Per Vilhelm Rudolf Svedberg (19 agosto 1910 – Eskilstuna, 24 giugno 1992) è stato un lottatore svedese, specializzato nella lotta greco-romana.

## Palmarès
- Giochi olimpici

Berlino 1936: oro nei pesi welter.
- Europei

Copenaghen 1935: oro nei pesi welter.
Tallin 1938: argento nei pesi welter.